# کریمه عبود
کریمه عبّود (۱۸۹۳–۱۹۵۵) که همچنین با عنوان «بانوی عکاس» شناخته شده‌است یک عکاس حرفه‌ای و هنرمند فلسطینی در نیمه اول قرن بیستم بود که در لبنان و فلسطین زندگی می‌کرد.
او از اولین عکاسان زن در قرن بیستم بود. از او برای عکاسی پرتره‌های فوق‌العاده طبیعی و مناظر یاد می‌شود.
کریمه پس از آنکه در سن ۱۷ سالگی یک دوربین به عنوان یک هدیه از پدرش دریافت کرد به گرفتن عکس از خانواده، دوستان، و چشم‌اندازهای اطراف بیت لحم، فلسطین، جایی که او بزرگ شده پرداخت.
استعداد عبود همچنان فزونی یافت و او اولین زن فلسطینی شد که یک استودیو عکاسی دایر کرد. او به عکاسی تبدیل شد با سبک مستقل خود در پرتره که از دقت صحنه‌سازی‌های پرتره به سبک اروپایی در آن زمان متفاوت بود. عبود به افراد اجازه می‌داد در خانه‌های خود یا به هنگام کار به صورت طبیعی عکس بگیرند.
عبود به کار در فلسطین و لبنان در نیمه اول قرن بیستم پرداخت و از مناظر وسیعی عکاسی کرد که بسیاری از آن‌ها امروز وجود ندارند. از طریق هنر او، ما با دیدی نزدیک به ۱۰۰ سال پیش، قادر به درک و تجربه زیبایی آن مناطق هستیم.
در ۱۸ نوامبر ۲۰۱۶ مصادف با ۱۲۳مین سالروز تولد کریمه عبّود و به افتخار او و در بزرگداشت هنر ماندگارش، موتور جستجوی گوگل گوگل دودل صفحه اصلی خود را در کشورهای عربی و شمال آفریقا تغییر داد.

## نگارخانه
کارت پستال‌های کریمه عبّود از سال ۱۹۲۵ تا ۱۹۳۰

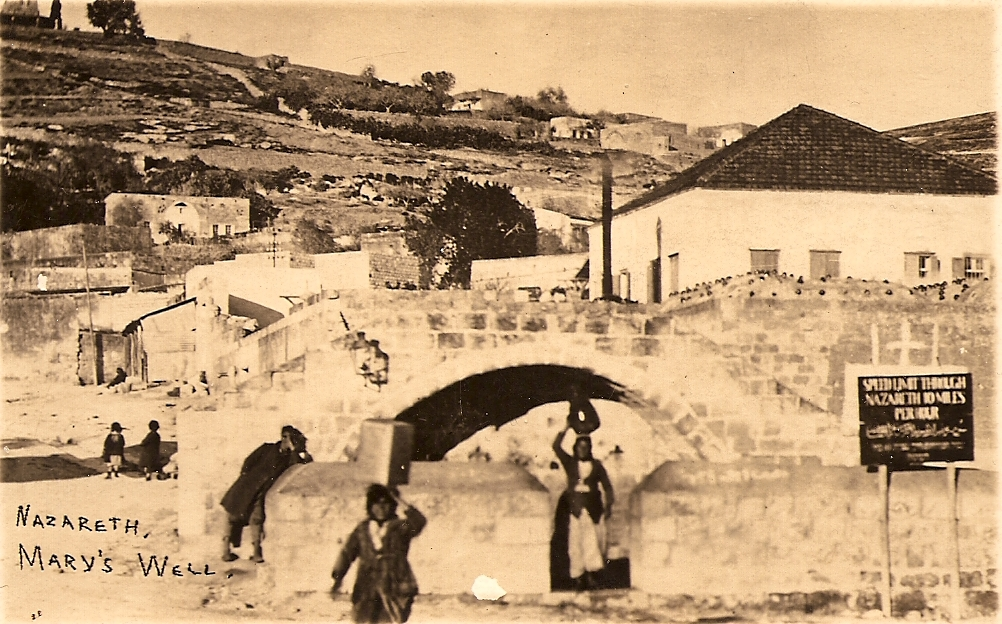
کارت پستال‌های ماریز ول اثر کریمه عبود
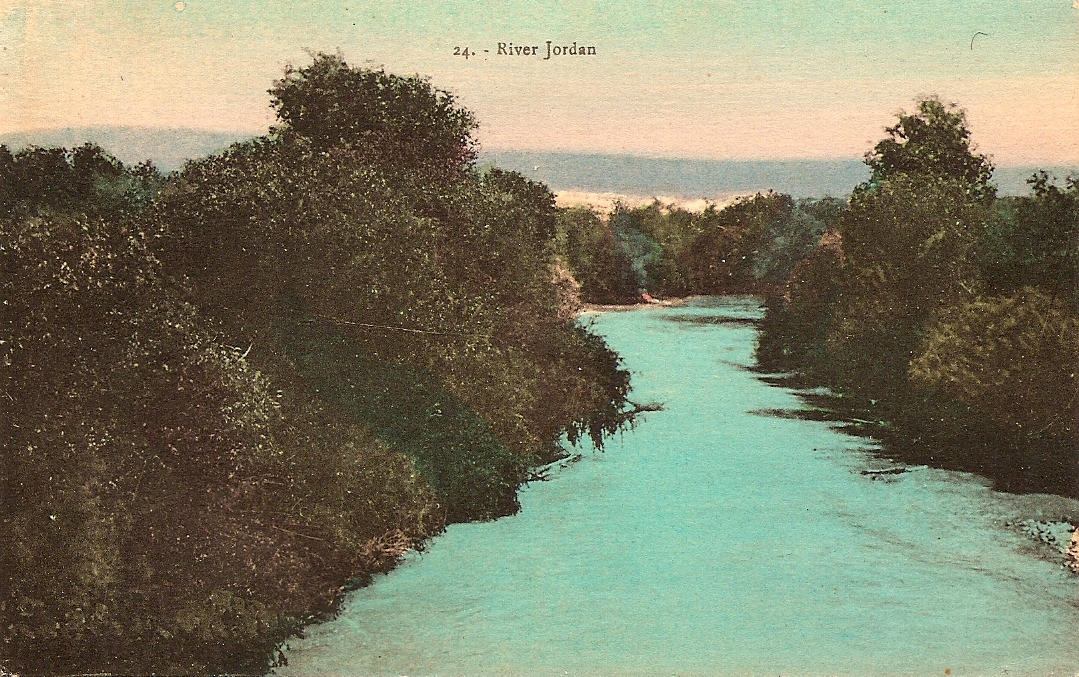
کارت پستال رنگی از رودخانه اردن اثر کریمه عبود
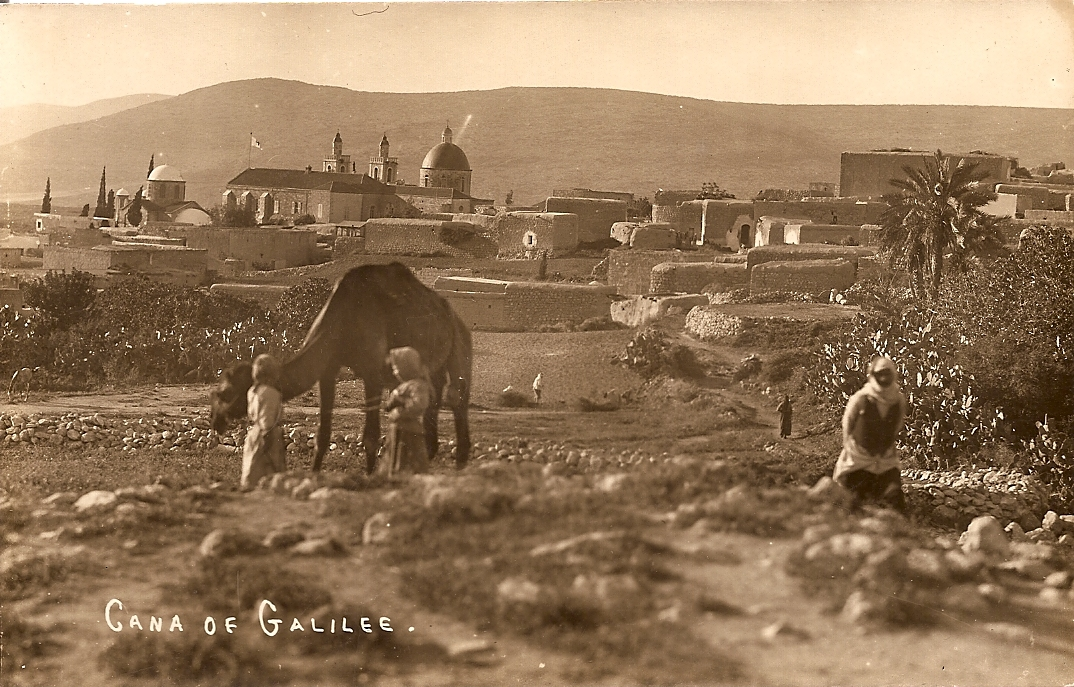
کارت پستال از قانای جلیل اثر کریمه عبود
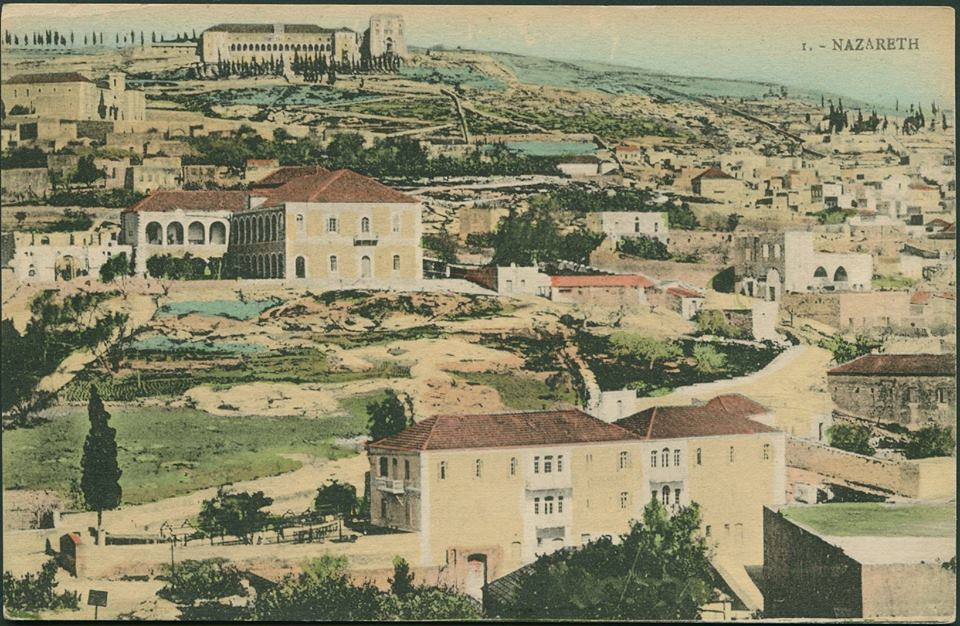
ناصره
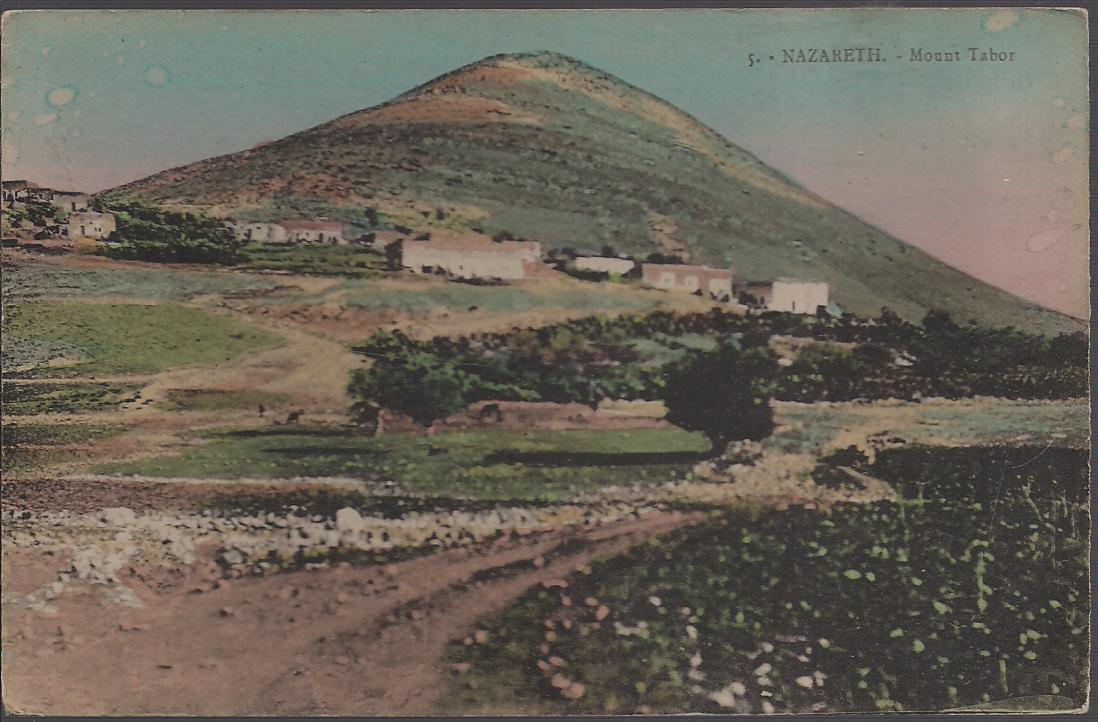
کوه شهر ناصره
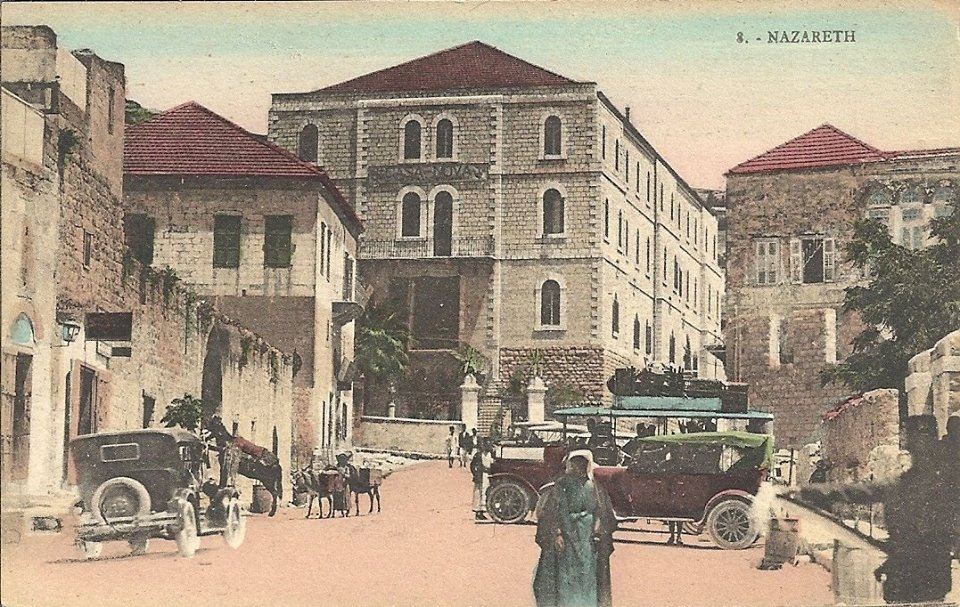
خیابانی در ناصره
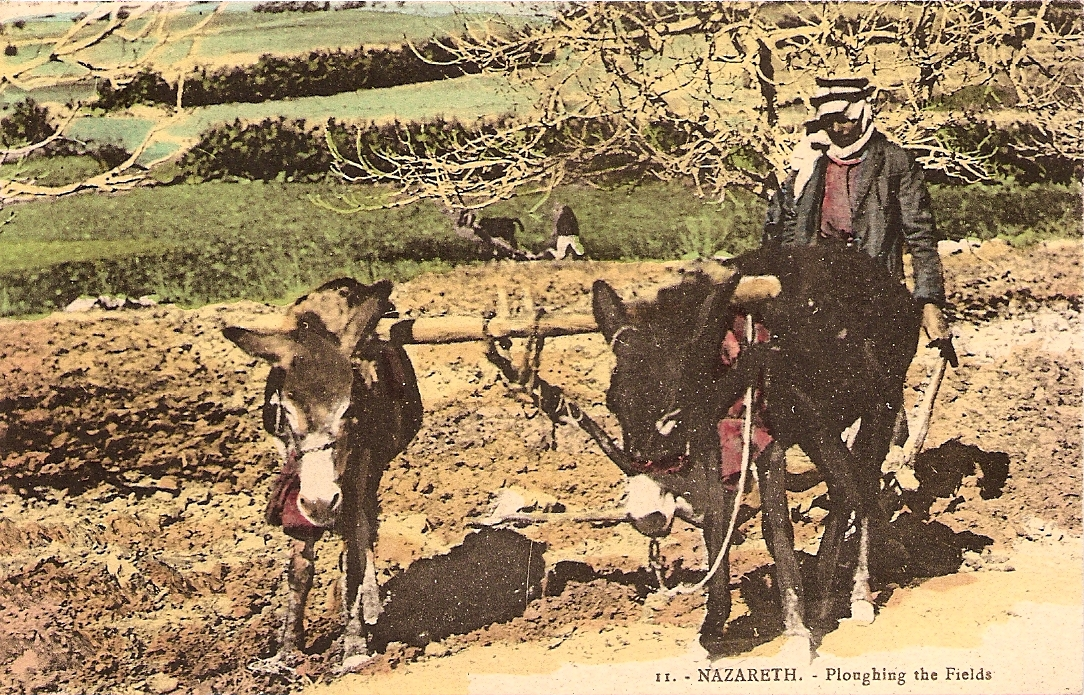
ناصره - شخم زدن مزارع